# David Bretton-Meyer
Jens Lucas David Bretton-Meyer (født 12. januar 1937 i København - død 20. september 2015 i København) var en dansk arkitekt og kongelig bygningsinspektør.
David Bretton-Meyer var søn af bygningsinspektør Hans Wilhelm Wain Bretton-Meyer og Karen Tang Barfod. Han blev tømrersvend 1957, bygningskonstruktør 1960 og tog afgang som arkitekt fra Kunstakademiets Arkitektskole 1964. Han var ansat hos Preben Hansen 1976, kompagnon med Preben Hansen og Preben Højmark 1978-85 og drev egen egen tegnestue fra 1985. 1984 blev han kgl. bygningsinspektør og 1987 hof- og inventarieinspektør. Han var medlem af retsudvalget i Danske Arkitekters Landsforbund 1970. 
David Bretton-Meyer var i en årrække ansat på private tegnestuer, bl.a. hos Arne Jacobsen og Henning Larsen. Han var hos sidstnævnte tegnestueleder for færdiggørelsen af udbygningen af Freie Universität Berlin i daværende Vestberlin. Senere gjorde han restaurering af ældre bygninger til sit speciale. I 1988 udstillede han på L'Institut Français d'Architecture, Paris. Han har fået hæderspris for arkitekter uddelt af Margot og Thorvald Dreyers Fond 1998 og præmie fra Statens Kunstfond samme år. Han er desuden Ridder af 1. grad af Dannebrog.
Han blev gift 21. marts 1964 på Frederiksberg med fuldmægtig Jette Johansson (6. juni 1942 på Frederiksberg – 10. september 2008), datter af overlærer, senere undervisningsinspektør i Undervisningsministeriet Johan Marius Johansson og kontorassistent Else Kirkegaard.

## Værker
- Indretning af Skovrødgaard, Birkerød (1980)
- Gasningsanlæg til Nationalmuseets konserveringsafdeling, Brede (1981)
- Restaurering af Den kgl. Mønt- og Medaillesamling, Nationalmuseet København (1982)
- Restaurering af landstedet Søholm, Hellerup (1982-84, præmieret af Gentofte Kommune og Europa Nostra)
- Ombygning og restaurering af Gustmeyers Gård, Ved Stranden 14, København (1986, sammen med Simon Christiansen)
- Ombygning og restaurering af Toftegård, Gladsaxe Møllevej 67-69, Søborg (1987)
- Bolig for den japanske ambassadør, Søholm Park, Hellerup (1989)
- Udbygning af Nivaagaards Malerisamling med ny fløj, Nivå (1989 og 1992-93)
- Ombygning og indretning af La Coursvej 7, Frederiksberg (1990)
- Restaurering og ombygning af Kejsergade 2, København til hovedsæde for Byggeriets Arbejdsgivere (1991)

Konkurrencer:
- Kunstmuseet Trapholt, Kolding (1982, 2. præmie)